# Dubiażyn
Dubiażyn – wieś w Polsce położona w województwie podlaskim, w powiecie bielskim, w gminie Bielsk Podlaski.
| SIMC    | Nazwa    | Rodzaj  |
| ------- | -------- | ------- |
| 0023343 | Podbiele | kolonia |

W 1880 r. wieś była siedzibą gminy Dubiażyn. Było tu 31 domów i 332 mieszkańców. 
Za II RP siedziba wiejskiej gminy Dubiażyn. W 1929 r. było tu 284 mieszkańców. Była tu cerkiew prawosławna. Posiadłość ziemską miała tu Lidia Tarasienko (300 mórg). Działała Kasa Stefczyka. Był tu cieśla, murarz, cztery sklepy spożywcze.
W latach 1975–1998 miejscowość administracyjnie należała do województwa białostockiego.
W 2015 we wsi odsłonięto kompozycję rzeźbiarską oraz zbudowano i poświęcono kapliczkę, upamiętniające bieżeństwo.
Prawosławni mieszkańcy wsi należą do parafii św. Proroka Eliasza w Podbielu, a wierni kościoła rzymskokatolickiego do parafii Miłosierdzia Bożego w Bielsku Podlaskim.